# 1-й Брюссельський саміт НАТО 1989

Карта членів НАТО

1-й Брюссельський саміт НАТО 1989 (англ. 1989 Brussels summit) — 9-й саміт НАТО, який відбувся 29–30 травня 1989 року в Брюсселі.